# Craig Dawson
Craig Dawson, né le 6 mai 1990 à Rochdale en Angleterre, est un footballeur anglais qui évolue au poste de défenseur aux Wolverhampton Wanderers.

## Biographie

### En club
Le 31 août 2010, Craig Dawson rejoint West Bromwich Albion. Il signe un contrat de trois ans, soit jusqu'en juin 2013, avec une année supplémentaire en option.
Le 1er juillet 2019, il rejoint Watford.
Le 12 octobre 2020, il est prêté à West Ham United avec option d'achat,. Il faut attendre le 29 décembre 2020 pour le voir jouer sous ses nouvelles couleurs, lors d'une rencontre de championnat face au Southampton FC. Il est titularisé et les deux équipes se neutralisent (0-0). Il impressionne lors de cette partie, où il est désigné homme du match.
Le 6 avril 2021, West Ham annonce la signature définitive du joueur, prenant effet à partir du 1er juillet 2021.
Le 22 janvier 2023, lors du mercato hivernal, Craig Dawson s'engage en faveur des Wolverhampton Wanderers. Il signe un contrat courant jusqu'en juin 2025,.
Après le limogeage de Gary O'Neil en décembre 2024 et l'arrivée dans la foulée de Vítor Pereira pour le remplacer au poste d'entraîneur, Dawson voit son statut changer. Alors qu'il s'est imposé comme un titulaire depuis son arrivée chez les Wolves, il est écarté par le coach portugais. Le défenseur ne joue pas un seul match avec Wolverhampton en 2025 et quitte le club libre à la fin de son contrat en juin 2025.

### En sélection
Il est sélectionné en Équipe de Grande-Bretagne olympique de football pour les Jeux olympiques de 2012.